# 공짜 : 공기타짜
공짜 : 공기타짜는 한국에서 제작된 김민형 감독의 2022년 영화이다. 안내상 등이 주연으로 출연하였다.

## 출연

### 주연
- 안내상
- 이철민
- 홍석천
- 김현숙